# II Sonata fortepianowa Beethovena

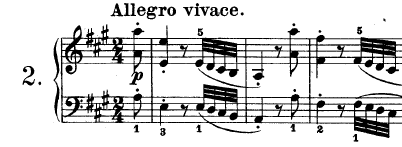
Początek Sonaty op. 2 nr 2

Sonata fortepianowa nr 2 A-dur op. 2 nr 2 Ludwiga van Beethovena to druga z trzech sonat op. 2, zadedykowanych Josephowi Haydnowi. Powstała w roku 1796, we wczesnym okresie twórczości kompozytora. 

## Części utworu
1. Allegro vivace
2. Largo appassionato
3. Scherzo. Allegretto (f-moll)
4. Rondo. Grazioso